# Nidelva (Agder)

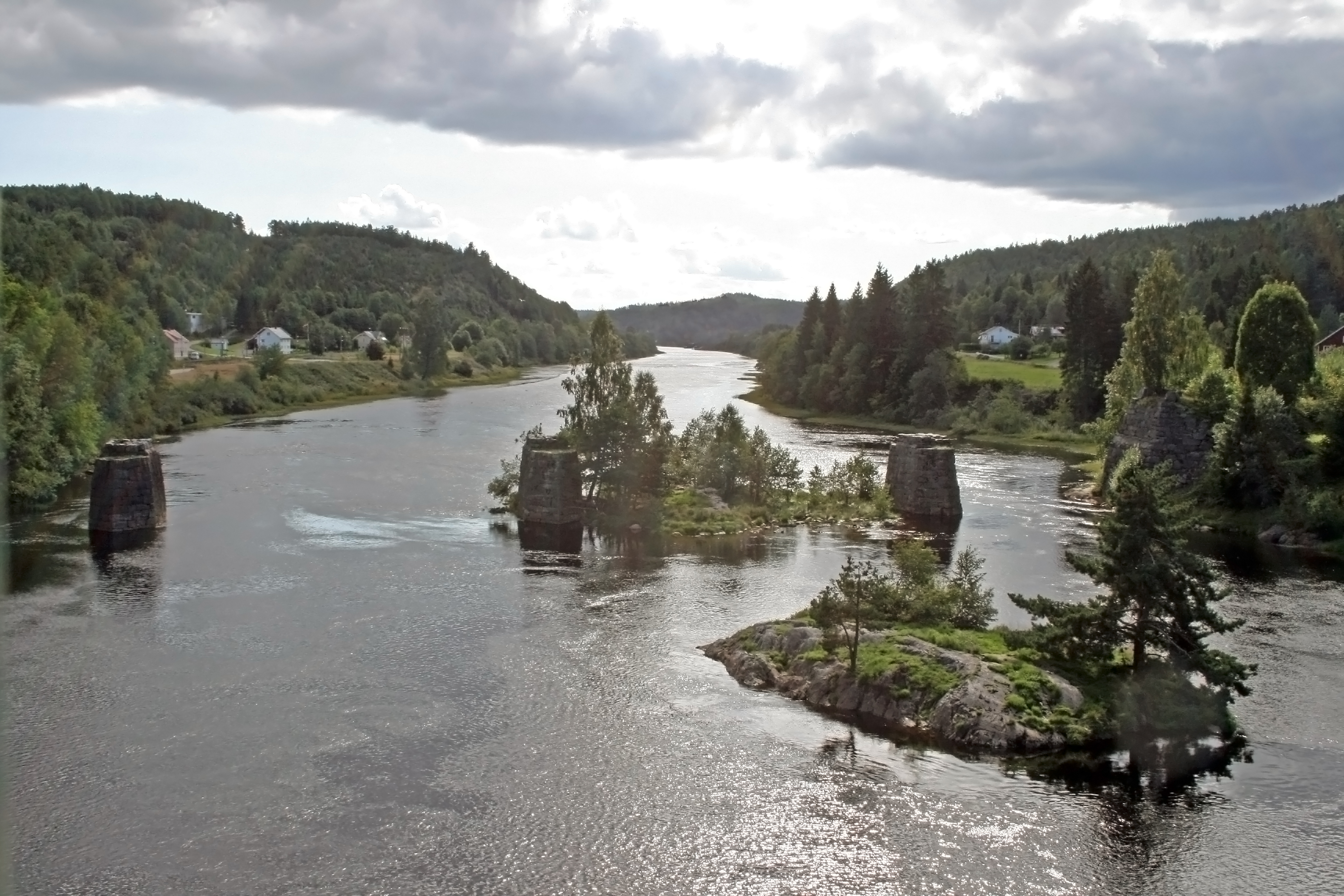
Vy över Nidelva från Blakstad bru. I bilden syns fundament från en föregångare till den nuvarande bron.

Nidelva är en älv i Agder, Norge, huvudälv i Arendalsvassdraget. Nidelva anses börja på den plats där Nisserelva och Fyreselv flyter samman, och fortsätter ned till mynningen vid Arendal. Ett gemensamt namn för älvarna är Arendalsvassdraget. 
Arendalsvassdragets längd är ca 209 km, och det är utbyggt med 15 vattenkraftverk. 
Även älven Gjøv, som rinner upp i sjön Nesvatn, mynnar ut i Nidelva.